# Labeobarbus
Không nên nhầm lẫn với Labiobarbus.
Labeobarbus là một chi cá vây tia trong họ Cypeinidae. Chi này có khoảng 43 loài. Các loài của chi này phân bổ khắp Đông Phi và đặc biệt là Nam châu Phi, nhưng cũng có trong hồ Tana ở Ethiopia.

## Các loài
- Labeobarbus acutirostris (Bini, 1940)
- Labeobarbus aeneus (Burchell, 1822)
- Labeobarbus aspius (Boulenger, 1912)
- Labeobarbus batesii (Boulenger, 1903)
- Labeobarbus brevicauda (Keilhack, 1908)
- Labeobarbus brevicephalus (Nagelkerke & Sibbing, 1997)
- Labeobarbus brevispinis (Holly, 1927)
- Labeobarbus capensis (A. Smith, 1841)
- Labeobarbus cardozoi (Boulenger, 1912)
- Labeobarbus caudovittatus (Boulenger, 1902)
- Labeobarbus codringtonii (Boulenger, 1908)
- Labeobarbus compiniei (Sauvage, 1879)
- Labeobarbus crassibarbis (Nagelkerke & Sibbing, 1997)
- Labeobarbus dainellii (Bini, 1940)
- Labeobarbus douronensis (Valenciennes, 1842)
- Labeobarbus gorgorensis (Bini, 1940)
- Labeobarbus gorguari (Rüppell, 1835)
- Labeobarbus habereri (Steindachner, 1912)
- Labeobarbus intermedius (Rüppell, 1835)
- Labeobarbus johnstonii (Boulenger, 1907)
- Labeobarbus kimberleyensis (Gilchrist & W. W. Thompson, 1913)
- Labeobarbus litamba (Keilhack, 1908)
- Labeobarbus longissimus (Nagelkerke & Sibbing, 1997)
- Labeobarbus lucius (Boulenger, 1910)
- Labeobarbus macrophtalmus (Bini, 1940)
- Labeobarbus malacanthus (Pappenheim, 1911)
- Labeobarbus marequensis (A. Smith, 1841)
- Labeobarbus mbami (Holly, 1927)
- Labeobarbus megastoma (Nagelkerke & Sibbing, 1997)
- Labeobarbus micronema (Boulenger, 1904)
- Labeobarbus mungoensis (Trewavas, 1974)
- Labeobarbus natalensis (Castelnau, 1861)
- Labeobarbus nedgia Rüppell, 1835
- Labeobarbus nthuwa Tweddle & P. H. Skelton, 2008
- Labeobarbus osseensis (Nagelkerke & Sibbing, 2000)
- Labeobarbus platydorsus (Nagelkerke & Sibbing, 1997)
- Labeobarbus polylepis (Boulenger, 1907)
- Labeobarbus progenys (Boulenger, 1903)
- Labeobarbus rocadasi (Boulenger, 1910)
- Labeobarbus roylii (Boulenger, 1912)
- Labeobarbus surkis (Rüppell, 1835)
- Labeobarbus truttiformis (Nagelkerke & Sibbing, 1997)
- Labeobarbus tsanensis (Nagelkerke & Sibbing, 1997)
- Labeobarbus versluysii (Holly, 1929)